# Любашёвка
Любашёвка (укр. Любашівка) — посёлок в Подольском районе. Административный центр Любашёвской поселковой общины. Бывший  административный центр Любашёвского района Одесской области.
Географические координаты: 47°50′ с. ш. 30°15′ в. д.

## История
Населённый пункт основан в начале XVIII века и в дальнейшем объединил в себе ещё несколько соседних.
Длительное время Любашёвка являлась центром волости Ананьевского уезда.
На землях помещика Любинского люди проживали с 1802 г., а первый храм в селении был освящён в 1811 г. Местечко Софиевка (Черноморское) находилось при рукаве реки Чичиклея, имело около 300 жителей, еврейский молитвенный дом, лавки. Также существовало селение Николаевка. Они объединились в начале XX века. В этот период здесь было волостное правление, православная церковь, одноклассная школа (58 учеников, из них — 7 девочек), почтовое отделение, фельдшер, 2 лесных склада, постоялый двор, 3 корчмы, 2 хлебных амбара, кирпичный завод, 2 паровые мельницы, железнодорожная станция, несколько лавок, винных погребов.
В центре посёлка проживало довольно большое количество евреев (около 200 семей), занимавшихся торговлей, имелся еврейский молитвенный дом. Вследствие белогвардейского погрома 1919 г. их количество сократилось в четыре раза. 
В январе 1918 года здесь была установлена Советская власть, но в дальнейшем уезд оказался в зоне боевых действий гражданской войны.
В ходе Великой Отечественной войны в 1941 - 1944 гг.селение было оккупировано немецко-румынскими войсками. В период оккупации в районе кирпичного завода было создано гетто, где в сентябре 1941 г. расстреляно около 350 человек.
В 1957 году Любашёвка стала посёлком городского типа. В 1974 году крупнейшим предприятием посёлка являлся маслодельный завод.
В 1980 году численность населения составляла 9,5 тыс. человек, здесь действовали маслодельный завод, комбикормовый завод, элеватор, пищекомбинат, мельница, маслобойня, райсельхозтехника, дом быта две средние школы, больница, Дом культуры, три библиотеки и три клуба.
В январе 1989 года численность населения составляла 9880 человек.
В мае 1995 года Кабинет министров Украины утвердил решение о приватизации находившихся здесь завода кормовых добавок, АТП-15137, райсельхозтехники, райсельхозхимии, в июле 1995 года было утверждено решение о приватизации сококонсервного завода.
В июне 2006 года райсельхозтехника была признана банкротом и началась процедура её ликвидации.

## Современное состояние
Здесь действуют районная больница, комплекс элеваторов, телеретранслятор и две школы (преобразованные в учебно-воспитательные комплексы).

## Транспорт
Посёлок расположен на пересечении железнодорожной ветки Подольск — Первомайск и шоссе E 95 Хельсинки — Киев — Одесса (на территории Украины М-05).
Здесь находятся железнодорожная станция Любашёвка Одесской железной дороги и дорожный комплекс на автотрассе Киев — Одесса.

## Известные жители
В Любашёвке родились:
- Батовский, Михаил Филиппович (1917—1942) — кавалер Ордена Ленина[11],
- Волощук, Константин Никитич — Герой Советского Союза[12],
- Драганер, Владимир Михайлович — серийный убийца,
- Любинская, Ольга Ивановна — Герой Социалистического Труда,
- Малыгин, Семён Лукич — передовик советской нефтегазовой отрасли,
- Солонар, Борис Степанович — передовик советской строительной отрасли.

В Любашёвке проживали:
- Лященко, Александр Трофимович — полный кавалер ордена Славы,
- Хитёв, Михаил Дмитриевич — полный кавалер ордена Славы[13].